# Hylomyscus stella
Hylomyscus stella  (Thomas, 1911) è un roditore della famiglia dei Muridi diffusa nell'Africa centrale.

## Descrizione

### Dimensioni
Roditore di piccole dimensioni, con la lunghezza della testa e del corpo tra 85 e 104 mm, la lunghezza della coda tra 111 e 150 mm, la lunghezza del piede tra 17 e 20 mm, la lunghezza delle orecchie tra 14 e 20 mm e un peso fino a 24 g.

### Aspetto
La pelliccia è soffice. Le parti superiori sono giallo-brunastre brillanti mentre le parti ventrali sono biancastre o grigio-argentate. La linea di demarcazione lungo i fianchi è netta. Le orecchie sono grandi, rotonde e leggermente colorate. Le zampe sono biancastre. La coda è molto più lunga della testa e del corpo, cosparsa di pochi peli. Le femmine hanno un paio di mammelle pettorali, un paio post-ascellari e 2 paia inguinali. Il cariotipo è 2n=46-48 FN=68-86.

## Biologia

### Comportamento
È una specie arboricola e notturna.

## Distribuzione e habitat
Questa specie è diffusa nell'Africa centrale, dalla Nigeria alla Tanzania.
Vive nelle foreste pluviali di pianura, boschi di bambù e nelle foreste secondarie a circa 2.250 metri di altitudine.

## Tassonomia
Sono state riconosciute 2 sottospecie:
- H.s.stella: Nigeria sud-orientale, Camerun centro-occidentale e meridionale, Rio Muni, Gabon e Congo settentrionali; Repubblica Centrafricana meridionale, Repubblica Democratica del Congo settentrionale;
- H.s.kaimosae (Heller, 1912): Sudan del Sud meridionale, Uganda sud-occidentale e sud-orientale, Kenya sud-occidentale, Ruanda, Burundi nord-occidentale, Repubblica Democratica del Congo centro-orientale.

## Conservazione
La IUCN Red List, considerato il vasto areale, la popolazione numerosa, la presenza in diverse aree protette e la tolleranza alle modifiche ambientali, classifica H.stella come specie a rischio minimo (Least Concern).